# Новомогильовський
Новомогильовський (рос. Новомогилёвский; адиг. МогилевскакІэр) — хутір Тахтамукайського району Адигеї Росії. Входить до складу Шеджийського сільського поселення.
Населення — 27 осіб (2015 рік).